# Jan Králík (fotbalista)
Jan Králík (* 7. března 1987, Ústí nad Labem) je český fotbalista, odchovanec teplické kopané.

## Kariéra
V sedmnácti letech odcestoval na 3 měsíce na zkušební testy do Interu Milán. Poté zakotvil v pražské Viktorii Žižkov a po půlročním hostování přešel do slovenského MFK Ružomberok, kde se však z důvodu četných zranění objevil na hřišti jen málo.
Z Ružomberku přestoupil do Slovanu Bratislava, se kterým podepsal kontrakt do roku 2011. Se Slovanem získal dva mistrovské tituly, dvě prvenství v slovenském poháru a superpoháru. 9. září 2011 podepsal smlouvu s ukrajinským klubem PFK Oleksandrija. Zde působil 3 sezóny a následně se vrátil do rodného Ústí nad Labem, kde se stal lídrem druholigové Army.